# Lerista fragilis
Lerista fragilis este o specie de șopârle din genul Lerista, familia Scincidae, descrisă de Günther 1876. Conform Catalogue of Life specia Lerista fragilis nu are subspecii cunoscute.